# Берёзовая Горка
Берёзовая Горка — посёлок в Бийском районе Алтайского края России. Входит в состав Первомайского сельсовета.

## География
Находится в юго-восточной части края, на юго-западном склоне Бийско-Чумышской возвышенности, в пригородной зоне города Бийска.
Климат
умеренный континентальный. Самый холодный месяц: январь (до −54 °C), самый тёплый: июль (до +39 °C). Годовое количество осадков составляет 450—500 мм.

## История
Посёлок входит в муниципальное образование «Первомайский сельсовет» согласно муниципальной и административно-территориальной реформе 2007 года.

## Население
| 1997 | 1998 | 1999 | 2000 | 2001 | 2002 | 2003 | 2004 | 2005 |
| ---- | ---- | ---- | ---- | ---- | ---- | ---- | ---- | ---- |
| 197  | ↘196 | ↗202 | ↗205 | ↗206 | ↘184 | ↘182 | ↗193 | ↘182 |
| 2006 | 2007 | 2008 | 2009 | 2010 | 2011 | 2012 | 2013 |      |
| ↘169 | →169 | ↘154 | ↗159 | ↘146 | ↗148 | ↘145 | ↘140 |      |

национальный состав
Согласно результатам переписи 2002 года, в национальной структуре населения русские составляли 89 % от 189 жителей.

## Инфраструктура
Фельдшерско-акушерский пункт.
В центре поселения, селе Первомайское, находится общеобразовательная школа, отделение «Почты России».

## Транспорт
Посёлок доступен по дороге общего пользования межмуниципального значения «а/д К-05 — Берёзовая Горка — Шебалино» (идентификационный номер 01 ОП МЗ 01Н-0407) протяжённостью 34,700 км.